# ميشيل بيتش
ميشيل بيتش (بالفرنسية: Michel Pech)‏ هو لاعب كرة قدم فرنسي في مركز الوسط، ولد في 4 يونيو 1946 في مونروج في فرنسا، وتوفي في 20 سبتمبر 2012 في أربونة في فرنسا بسبب سرطان. لعب مع أفينيون فوت 84 ونادي أرليه أفينيون ونادي نانت.

## وصلات خارجية
- ميشيل بيتش على موقع قاعدة بيانات كرة القدم.إي يو (الإنجليزية)
- ميشيل بيتش على موقع عالم كرة القدم.نت (الإنجليزية)